# Khâm Thiên Giám (Huế)
Khâm Thiên Giám (chữ Hán: 欽天監) được thành lập năm 1803 dưới thời Gia Long, là cơ quan chuyên quan sát, chiêm nghiệm thiên văn, dự báo thời tiết, làm lịch, báo giờ để định mùa vụ cho dân. Di tích Khâm Thiên Giám hiện nay tọa lạc tại số 82 đường Hàn Thuyên, phường Thuận Thành, Huế và đang trong tình trạng xuống cấp nghiêm trọng.

## Lịch sử
Thời Gia Long, vua đổi tên cơ quan Tư thiên giám thành Khâm thiên giám tại Kinh sư và đặt các cơ quan Khâm thiên giám tại tỉnh với tên gọi là Chiêm hậu ty (占候司). Khâm thiên giám ban đầu có hơn 50 người, "đặt câu kê 1 viên, cai hợp 1 viên, chiêm hậu 3 viên, suất chiêu hậu sinh 50 viên". Cơ quan này trực thuộc Bộ Lễ và chịu sự quản lý trực tiếp của nhà vua.
Năm Minh Mạng thứ 8 (1827), đặt Khâm thiên giám Giám chính trật Chánh ngũ phẩm, 2 Khâm thiên giám Giám phó trật Tòng ngũ phẩm, Ngũ quan chính trật Chánh lục phẩm, và 2 Linh đài lang trực Chánh thất phẩm, "định ngạch vị nhập lưu thư ở lại Khâm thiên giám là 30 viên, không cứ phải theo ngạch cũ nhiều đến 50 người". Đến thời Thiệu Trị, con số này giảm xuống, sách "Khâm định Đại Nam Hội điển sự lệ" chép: "Thiệu Trị năm thứ 3, chuẩn y lời tâu: Lại dịch ty Khác cẩn, tuân theo lời đình nghị, giảm bớt 5 phần 10, liệu để 20 tên, thường xuyên làm việc công".
Tại triều đình, Khâm thiên giám do một quan, là một vị đại thần đã đứng đầu một cơ quan khác, kiêm nhiệm với tên chức là Kiêm quản Khâm Thiên Giám sự vụ đại thần (兼管欽天監事大臣, vị đại thần kiêm quản việc Khâm thiên giám). Trong công việc hàng ngày, Khâm thiên giám được điều hành bởi 2 quan Giám chính, Giám phó cùng các thuộc viên là Ngũ quan chính, Linh đài lang, cùng các Bát cửu phẩm Thư lại và Vị nhập lưu Thư lại. Theo Khâm định Đại Nam Hội điển sự lệ, "Quản lý đại thần do vua đặc cách chọn bổ, không nhất định viên nào. Giám chính đốc suất nhân viên thuộc hạ làm việc, giao phó cùng coi sóc việc trong giám làm người tá nhị. Ngũ quan chính Linh đài lang đều xem xét đốc suất nhân viên thuộc hạ, theo người cai quản, chia nhau giữ việc xem xét chiêm nghiệm, chánh bát phẩm chánh cửu phẩm thư lại xướng xuất những người vị nhập lưu theo thủ lĩnh làm các việc công".
Tại Chiêm hậu ty, đứng đầu ty là 1 viên Linh đài lang cùng với các Bát cửu phẩm Thư lại và Vị nhập lưu Thư lại điều hành.
Thời Nguyễn, Khâm thiên giám được biết nhiều đến trong dân chúng là cơ quan làm lịch mỗi năm khi Tết đến. Khâm Thiên Giám còn xem ngày lành tháng tốt để triều đình tổ chức những việc đại sự.
Dưới thời Minh Mạng, vua cho dựng Quan Tượng Đài trên góc Tây Nam Kinh thành Huế để làm nơi Khâm thiên giám quan sát thiên tượng.
Đầu thế kỷ 20, do người Pháp đã lập đài khí tượng cho toàn cõi Đông Dương tại Phù Liễn, nên việc sử dụng Quan Tượng Đài không còn cần thiết nữa và vai trò của Khâm thiên giám chỉ còn gói gọn trong những việc làm lịch, xem ngày giờ tốt xấu, đất đai và chọn huyệt mã.
Theo Đại Nam thực lục chính biên đệ thất kỷ, vào năm 1918 vua Khải Định cho dời Khâm Thiên Giám từ góc nam của Kinh thành Huế về khu Bộ Học trên đường Hàn Thuyên và không còn hoạt động kể từ ngày chấm dứt chế độ quân chủ.

## Hiện trạng
Khâm Thiên Giám đã từng có 7 hạng mục công trình chính: Khâm Thiên Giám nha (nhà chính), cổng chính (nha môn), giếng nước, tường bao quanh, hai nhà tả hữu, bình phong, sân lát gạch vồ. Nhưng đến thời điểm hiện tại, toàn bộ các công trình trong khuôn viên Khâm Thiên Giám đều bị xuống cấp nghiêm trọng, biến dạng và sử dụng sai mục đích.
Năm 2013, Trung tâm Bảo tồn di tích cố đô Huế lập dự án bảo tồn, trùng tu, tôn tạo di tích trình Bộ Văn hóa - thể thao và du lịch và bộ ra văn bản đồng ý. Nhưng đến nay, dự án này vẫn chưa được thực hiện.